# Shroud
Shroud (* 2. Juni 1994, bürgerlich Michael Grzesiek) ist ein polnisch-kanadischer Streamer, Webvideoproduzent und ehemaliger „Counter-Strike: Global Offensive“-E-Sportler. Er gehört zu den zehn größten Twitch-Streamern weltweit.

## Karriere
Grzesiek begann seine Karriere als professioneller CS:GO-Spieler bei verschiedenen ESEA-Teams. Nachdem er bei der Cloud9 unter Vertrag genommen worden war, belegte er und sein Team 2016 den ersten Platz in der ESL Pro League Season 4. Am 16. August 2017 gab er bekannt in Zukunft nur noch als Ersatzspieler für Cloud9 tätig zu sein. Am 18. April 2018 gab er seinen endgültigen Rückzug von Cloud9 und das Ende seiner Karriere als professioneller CS:GO-Spieler bekannt. Er nahm 2018 am PUBG August Twitch Rival Teil und sicherte sich mit seinem Teampartner den 2. Platz und ein Preisgeld von 5450 US-Dollar. Seit dem Ende seiner Karriere bis Oktober 2019 war er als Streamer auf der Plattform Twitch tätig und hat dort über 7.000.000 Follower und 360.000.000 Aufrufe. Am 24. Oktober 2019 kündigte er einen Wechsel der Plattform an und wechselte zwischenzeitlich von Twitch zu Mixer. Seit dem 12. August 2020 streamt er wieder auf Twitch, nachdem die Plattform Mixer aufgelöst wurde. Bei seinem Comeback auf Twitch schauten ihm teilweise über 500.000 Zuschauer zu.

## Auszeichnungen
| Jahr | Auszeichnung | Kategorie                  | Resultat |
| ---- | ------------ | -------------------------- | -------- |
| 2019 | Game Awards  | Content Creator des Jahres | Gewonnen |